# تواماساغا
تواماساغا هي إحدى الضواحي في ساموا، ويبلغ عدد سكانها (تعداد 2016) 95,907 نسمة. وهذا يجعلها المنطقة الأكثر اكتظاظًا بالسكان في ساموا. تغطي المنطقة الجغرافية لتواماساغا الجزء الأوسط من جزيرة أوبولو.